# 야마테 쿄코
야마다 쿄코(山手響子) 미디어 믹스 프로젝트(D4DJ)의 등장인물.유닛 'Peaky P-key'의 멤버.
CV:아이미

## 인물
D4DJ에 등장하는 PeakyP-key의 멤버인 여고생 DJ.
음악 집안(아버지가 음악 교사, 어머니가 전 성악가)에서 자라 뛰어난 재능을 가지면서도 노력을 게을리 하지 않는다.
그러면서도 린쿠들의 신나는 퍼포먼스에 어딘가 끌리는 것을 느끼고 있다.
애니메이션 'First Mix'에서는 이누코로 시노부와 삐끼삐끼를 결성한 경위가 그려졌다.
유년기부터 탁월한 악곡을 인터넷으로 발표하는 시노부(당시는 「DJ의 병」명의)를 동경해 중학생 때에 DJ로서 악곡을 선보이지만, 관객의 반응은 별로.
시노부에게 '네 곡은 너무 삐끼한 거야'라고 질책을 받았고, 그 후 시노부와 악곡을 서로 연주함으로써 서로를 이해했다.
현재도 시노부와는 사사건건 충돌하지만, 어떻게든 서로를 이해하고 있으며, 동유닛의 유카, 에조라에서는 흐뭇한 눈으로 볼 수 있다.
위와 같이 상당한 카리스마이지만, 자꾸자꾸라기보다는 얼빠진 사람.어쩌면 천연인지도 모른다.게다가 게임의 캐릭터 스토리에서는 그런 히비키코의 본모습, 집에서의 모습이 그려진다.
시노부야, 무니, 사키히메 등이 이름을 올리는 노아의 귀여운(피해자) 리스트에 추가되어 있다.